# كالوم برايس
كالوم برايس (4 يناير 1992 بهراري في زيمبابوي - ) (بالإنجليزية: Calum Price)‏ هو لاعب كريكت زيمبابوي. لعب مع منتخب زمبابوي للكريكت.

## وصلات خارجية
- كالوم برايس على موقع إي آس بي آن كريك إنفو (الإنجليزية)